# Ray Bourque
Raymond Jean Bourque, detto Ray (Saint-Laurent, 28 dicembre 1960), è un ex hockeista su ghiaccio canadese che giocava nel ruolo di difensore, noto per la sua lunga militanza con i Boston Bruins, i quali hanno ritirato il suo numero di maglia, il 77. Ha vinto un'unica Stanley Cup, nel 2001, con i Colorado Avalanche. È considerato uno dei migliori difensori nella storia di questo sport, avendo vinto 5 volte il James Norris Memorial Trophy, il premio assegnato al miglior difensore stagionale dell'NHL. Nel 1992, inoltre, ha ricevuto il King Clancy Memorial Trophy per le sue qualità umane. È al quarto posto nella classifica dei migliori assist man dell'NHL con 1169 passaggi vincenti. Dal 2004 è membro della Hockey Hall of Fame.

## Palmarès

### Boston Bruins
- King Clancy Memorial Trophy: 1 (1992)
- James Norris Memorial Trophy: 5 (1987) (1988) (1990) (1991) (1994)

### Colorado Avalanche
- Stanley Cup: 1

2000-2001